# 高泉淳子
高泉 淳子（たかいずみ あつこ、1958年7月26日 - ）は、日本の女優、劇作家、演出家。宮城県古川市（現在の大崎市）出身。

## 来歴・人物
早稲田大学社会科学部卒業後の1983年、白井晃とともに遊◎機械/全自動シアターを結成。おもに「家族」をテーマにした戯曲を数多く発表する。同劇団の看板役者として子供から老人まで様々な役柄を演じ分ける。舞台『僕の時間の深呼吸』から登場した、チリチリ頭に黒ブチ眼鏡の小学生「山田のぼる」が当たり役となり、外見から「日本一ランドセルが似合う女優」とも評された。山田のぼるを主人公とした戯曲を数本作るとともに、1993年10月から1994年9月にかけては、そのキャラクターのままフジテレビの子供番組『ポンキッキーズ』にMCとしても出演した。
変幻自在に役柄を演じるスキルを活かし、『帰ってきた時効警察』には男性駐在役で、『主に泣いてます』には15人のキャラクターに扮するトキばあ役で出演した。
1989年より年末には青山円形劇場にて、バイオリニスト・中西俊博を迎え、芝居とジャズ音楽を組み合わせたショー『ア・ラ・カルト 役者と音楽家のいるレストラン』を公演、25年にわたるロングランとなる。同劇場閉館に伴い、2013年に一旦は終了したものの、2014年にはアンコール公演を行い、2016年からはリニューアルオープンと題して本格的に上演を再開した。
2002年10月の公演『クラブ・オブ・アリス』をもって、劇団の解散を発表。制作母体である「遊機械オフィス」は続行し、プロデュース公演を制作する。
2008年には「タカイズミプロジェクト」を立ち上げ、宇野亜喜良の美術で「大人の寓話」をテーマに企画・作・演出・出演を担当している。
既婚か独身かなどの家系情報は非公表としている。

## 出演

### 舞台
- 1986年 - 1994年・2011年 『僕の時間の深呼吸』
- 1989年 -  『ア・ラ・カルト 役者と音楽家のいるレストラン』
- 1989年 『桜の園』
- 1990年・1996年 『ムーンライト』
- 1991年・1994年・2001年 『ラ・ヴィータ』
- 1991年 『モンタージュ - はじまりの記憶』
- 1992年 - 2001年 『きまぐれ Jazz 倶楽部』
- 1992年 『変身』（作：フランツ・カフカ、演出：スティーヴン・バーコフ）
- 1993年・1996年・1997年 『ライフレッスン』
- 1994年 『ラストチャンスキャバレー』
- 1995年 『独りの国のアリス』
- 1997年 『こわれた玩具』
- 1998年・2001年 『食卓の木の下で』
- 2000年 『メランコリー・ベイビー』
- 2002年 『クラブ・オブ・アリス』
- 2002年 - 2003年 『シークレット・クラブ』
- 2003年 - 2004年 『エレファント・バニッシュ』
- 2004年 『ユーリンタウン』（演出：宮本亜門）
- 2011年 『探偵〜哀しきチェイサー』
- 2013年 『ホロヴィッツとの対話』（作・演出：三谷幸喜）
- 2015年 『アンゴスチュラ・ビターズな君へ』

など

### テレビドラマ
- いのちの響（1997年、TBS系）
- ナオミ（1999年、フジテレビ） - 深大寺菊代 役
- TEAM 第6話（1999年、フジテレビ）
- 少年たち2（2001年、NHK総合） - 保育士 役
- 帰ってきた時効警察（2007年、テレビ朝日） - 村の駐在 役
- わたしが子どもだったころ 笹野高史編 再現ドラマ（2009年、NHK総合） - 母親 役
- 主に泣いてます（2012年、フジテレビ） - トキばあ 役
- ザ・プレミアム おそろし〜三島屋変調百物語 第3話・第4話（2014年、NHKBSプレミアム） - お圭 役
- リーガル・ハイ スペシャル（2014年、フジテレビ） - 赤目の妻 役
- 第26回フジテレビヤングシナリオ大賞『隣のレジの梅木さん』（2014年、フジテレビ） - 小林タエ 役
- シャーロック ホームズ（2015年、NHK総合） - アガサ・ライト 役（声）
- ドラマスペシャル 家政婦は見た! 第2作（2015年、テレビ朝日） - 岩倉匡子 役
- きのう何食べた?（2019年、テレビ東京） - 上町美江 役
  - きのう何食べた? season2（2023年10月7日 - 12月23日、テレビ東京） - 上町美江 役[3]
- 我らがパラダイス（2023年1月8日 - 3月12日、NHK BSプレミアム・BS4K）[4]

### バラエティ・子供番組
- ミッドナイトジャーナル（1992年、NHK総合） - 準レギュラーコメンテーター
- ポンキッキーズ（1993年 - 1994年、フジテレビ系） - 司会（山田のぼる 役）[1]
- 週刊こどもニュース（1997年 - 1999年 、NHK総合テレビ） - 司会（お母さん 役）
- 週刊ブックレビュー（2001年 - 2003年、NHK-BS2） - 司会
- てれび絵本 おしゃれねこ (2006年 NHK)  -語り手
- 昭和演劇大全集（2007年 - 2009年、NHK-BS） - 司会

### CM
ナレーション含む。
- ハロー!パックマン（ナムコ／現：バンダイナムコエンターテインメント）
- 乾太くん（東京ガス）
- 日産・ブルーバード
- アテント（P&G）
- ローソン
- 日清オイリオ ギフト（日清食品）
- REGZA（東芝）
- Honda耕耘機「第二の人生 篇」（本田技研工業）
- マジックリン（花王）
- アートネイチャー

### ラジオ
- ENEOS ON THE DAY COMEDY 道草（TOKYO FM）出演・シナリオ執筆
- 全国こども電話相談室（TBSラジオ） - レギュラー回答者

### 映画
- 第1回欽ちゃんのシネマジャック 『きっと、来るさ』（1993年） - 時田仁子 役
- ぼくは勉強ができない（1999年） - 時田仁子 役
- 救いたい（2014年）
- バンクーバーの朝日（2014年）
- 劇場版「きのう何食べた？」（2021年） - 上町美江 役

## CD
アルバム
- おいしい時間のつくり方（東芝EMI）
- After You've Gone（キックアップ）

シングル
- うちのパパとママとボク（ポニーキャニオン）

シャンソン「モン・パパ」（C'est pour mon papa）に高泉の訳詞を加えてカバー。

## 著書
- シリーズ戯曲新世紀 ラ・ヴィータ （1994年、ペヨトル工房）
- ライフレッスン - 「学習図鑑」を捨て去り巨人に挑む僕たちへ（1996年、モーニングデスク）
- メランコリー・ベイビー - 遊◎機械/全自動シアター（2000年、工作舎）
- 高泉淳子 仕事録（2007年、河出書房新社）
- アンゴスチュラ・ビターズな君へ（2008年、平凡社） - 小説

### 共著
- 学習図鑑 - 見たことのない小さな海の巨人の僕の必需品 遊◎機械/全自動シアター上演台本（1990年、弓立社）
- モンタージュ - はじまりの記憶』伊沢磨紀共著（1992年、白水社）
- 昭和演劇大全集 渡辺保対談（2012年、平凡社）